# Abdullah Al-Hadj
Abdullah Al-Hadj (overleden 1843) was een Britse piraat, actief in de Zuid-Chinese Zee.
Hij werd geboren in Engeland, maar kwam op jonge leeftijd in Arabië terecht. In Murdu, Borneo werd hij de belangrijkste adviseur van de radja. In deze plaats ging hij met een partner aan boord van een Brits handelsschip, dat aan het laden was, doodde de kapitein en een andere officier, en haalde het schip leeg. De radja leverde Abdulla uit aan de Britse Oost-Indische Compagnie, maar hield de buit. Abdulla werd tot levenslang veroordeeld in Bombay.